# NGC 7319
NGC 7319 és una galàxia espiral barrada pertanyent al Quintet d'Stephan situada en la direcció de la constel·lació del Pegàs. Posseeix una magnitud aparent de 13,3, una declinació de +33º 58' 33" i una ascensió recta de 22 hores, 36 minuts i 3,5 segons.